# Saudi Vision 2030
Saudi Vision 2030 (en árabe: رؤية السعودية 2030 , traducible al español como Visión Saudí 2030) es un marco estratégico para reducir la dependencia de Arabia Saudita del petróleo, diversificar su economía y desarrollar sectores como salud, educación, infraestructura, recreación y turismo. Los objetivos estratégicos clave incluyen reforzar las actividades económicas y de inversión, aumentar el comercio de la industria no petrolera entre países y promover una imagen más moderada del Reino. También consiste en aumentar el gasto del gobierno en el ejército, así como en la fabricación de equipos y municiones. 
Los primeros detalles fueron anunciados el 25 de abril de 2016 por el Príncipe Heredero Mohamed bin Salman. El Consejo de Ministros ha encomendado al Consejo de Asuntos Económicos y de Desarrollo (CEDA) identificar y monitorear los mecanismos y medidas cruciales para la implementación de la "Visión 2030 de Arabia Saudita".
Después del asesinato de Jamal Khashoggi, se ha dicho que la comunidad de expatriados es reacia a invertir en Arabia Saudita. Además de esto, los activos se trasladaron al extranjero y el Golfo dejó de ser atractivo para los empresarios internacionales. A pesar de esto, las inversiones extranjeras en el país aumentaron en 2018 en un 110%, lo que representa el doble que el año anterior según el ministro de economía y planificación.

## Objetivos
La visión tiene 3 pilares principales: el estado del país como el "corazón de los mundos árabe e islámico", la determinación de convertirse en una potencia de inversión global, y finalmente transformar la ubicación del país en un centro que conecta 3 continentes (Asia, Europa y África).
El plan es supervisado por un grupo de personas empleadas en el Centro Nacional para la Medición del Desempeño, la Unidad de Entrega y la Oficina de Gestión de Proyectos del Consejo de Asuntos Económicos y de Desarrollo. El Programa Nacional de Transformación fue diseñado y lanzado en 2016 a través de 24 organismos gubernamentales para mejorar el centro económico y de desarrollo.
La visión establece objetivos para la diversificación y la mejora de la competitividad. Se basa en tres temas principales que establecen objetivos específicos que deben alcanzarse para el año 2030:
- Una sociedad vibrante: urbanismo, cultura y entretenimiento, deportes, Umrah, sitios del patrimonio de la UNESCO, esperanza de vida.
- Una economía próspera: empleo, mujeres en la fuerza laboral, competitividad internacional, Fondo de Inversión Pública, inversión extranjera directa, sector privado, exportaciones no petroleras.
- Una nación ambiciosa: ingresos no petroleros, efectividad del gobierno y gobierno electrónico, ahorros e ingresos familiares, organizaciones sin fines de lucro y voluntariado.

## Proyectos e iniciativas
Entre los proyectos que la visión planea implementar está la creación de la ecociudad bautizada como The Line, destacando por su forma así como por no tener coches ni calles, un complejo de playa en el Mar Rojo entre las ciudades de Umluj y Al-Wajh en la sección norte de la costa de Hejaz. El proyecto del complejo incluirá "50 islas y 34,000 kilómetros cuadrados en un megadesarrollo mundial de turismo y ocio" y estará "regido por leyes a la par con los estándares internacionales". El complejo permitirá a las mujeres usar bikinis en las áreas de la piscina y la playa.

### Entretenimiento
En mayo de 2016, se anunció una Autoridad General para el Entretenimiento por decreto real, en el que se han invertido más de $2 mil millones. En Riad, el primer concierto público de música en vivo en más de 25 años se celebró en mayo de 2017, en el que participaron el músico country estadounidense Toby Keith y el cantante saudita Rabeh Sager. En abril de 2017, el gobierno anunció un gran complejo deportivo, cultural y de entretenimiento, de 334 kilómetros cuadrados en Al-Qidiya, al suroeste de Riad. El proyecto incluirá un parque temático Six Flags, cuya inauguración se tiene prevista para 2022.
Como componente de Visión 2030, se celebraron en 2017 los 87 años de la fundación de Arabia Saudita con conciertos y actuaciones, y se permitió a las mujeres por primera vez ingresar al Estadio Internacional King Fahd en Riad.
El 5 de marzo de 2018, la Autoridad General de Deportes anunció una asociación de 10 años con la empresa de lucha libre profesional estadounidense World Wrestling Entertainment (WWE) para celebrar eventos anuales de pago por evento en Arabia Saudita. El primer evento, Greatest Royal Rumble, se celebró el 27 de abril de 2018 en King Abdullah Sports City en Jeddah. Debido a restricciones en los derechos de las mujeres, las artistas femeninas de la WWE no aparecieron en los eventos iniciales bajo el plan hasta 2019.
Arabia Saudita levantó su moratoria de 35 años en la construcción de nuevas salas de cine en el país, con la primera (bajo la propiedad de AMC Theatres) abierta el 18 de abril de 2018 en Riad. En diciembre de 2019, el festival de música MDL Beast se celebró en Riad, atrayendo a 200,000 visitantes durante tres días y presentando actos como Afrojack, David Guetta, Monsta X, R3hab y J Balvin.
En enero de 2020, Arabia Saudita dio a conocer sus planes para construir un nuevo circuito de carreras en Qiddiya, diseñado por el expiloto de Fórmula 1 Alexander Wurz, con el objetivo de que éste acoja eventos de F1 o MotoGP en 2023.

### Derechos de la mujer
En enero de 2013, las mujeres fueron anunciadas como miembros de la Asamblea Consultiva de la nación. En 2015, se les permitió postularse para el cargo en elecciones municipales.
A principios de 2017, las escuelas estatales sauditas anunciaron que ofrecerían clases de educación física a niños y niñas a partir del otoño de 2017. Más tarde ese mismo año, el estado anunció que permitiría que hombres y mujeres asistan a eventos deportivos, incluso dentro de estadios deportivos. El 26 de septiembre de 2017, un decreto real otorgó a las mujeres el derecho de conducir vehículos, una medida que entraría en vigencia en junio de 2018.

## Críticas
El informe de país del FMI sobre Arabia Saudita, lanzado unos meses después del anuncio de Visión 2030, explicaba que el déficit fiscal en la economía saudita de hecho continuaría reduciéndose en 2016. También afirmó que los recientes e importantes depósitos del gobierno en la Autoridad Monetaria de Arabia Saudita (SAMA) actuaron como amortiguadores de políticas para suavizar la transición que el plan está liderando. En 2016, el FMI advirtió públicamente que Arabia Saudita se arriesga a no tener más moneda de reserva extranjera dentro de un período de 5 años. En 2017, proyectó que los activos externos netos de SAMA continuarían disminuyendo, aunque se mantendrían en un "nivel cómodo". Se espera que el déficit fiscal continúe mejorando en los próximos años, y también señaló que los préstamos morosos se mantuvieron bajos, a pesar de un ligero aumento al 1.4 por ciento en 2017.
Se han anunciado más de 300 objetivos específicos en 25 entidades gubernamentales a través del documento del Plan Nacional de Transformación para alcanzar estos objetivos en 2020. El Plan Nacional de Transformación trae más de 150 ofertas públicas iniciales previstas. Sin embargo, los informes señalaron la "dependencia de la persona clave" de la Visión y el NTP, con respecto al Príncipe Heredero Mohammad bin Salman. Otras críticas han sido con respecto a la falta de información sobre los planes detallados para acompañar la transformación prevista.
Ciertos periodistas especularon que los objetivos del plan eran demasiado ambiciosos y señalaron que hasta ahora el crecimiento no petrolero era insuficiente y amenazaría la implementación exitosa del plan. Un informe consideró que, a pesar de la orientación general hacia el futuro del plan nacional, "la reforma política parece estar ausente de la agenda política".
Las reacciones fueron mixtas tras el anuncio de que Arabia Saudita levantaría la prohibición de conducir a las mujeres. De manera similar a la Visión general 2030, algunos entendieron el anuncio a través del decreto real como una reacción a la presión externa, mientras que otros aplaudieron el movimiento.
Según un trabajo de investigación escrito por Jane Kinninmont para Chatham House, las desventajas estructurales del país, como las instituciones débiles, la burocracia ineficiente y las brechas significativas entre la fuerza laboral requerida por el mercado laboral y el sistema educativo actual dificultan algunas de las perspectivas de crecimiento del país. Reequilibrar el mercado laboral en el sector privado también será un desafío, ya que actualmente cuenta con personal mayoritario proveniente del extranjero. Una de las dificultades es que el sector privado tiene salarios salariales más bajos y los expatriados son más fáciles de contratar y despedir. Actualmente, el doble de ciudadanos sauditas trabajan en el sector público que en el privado. El desafío radica en lograr que una mayor parte de los ciudadanos acepten trabajos con salarios más bajos que podrían requerir horas de trabajo más altas que las del sector público. Otro aspecto a considerar es alejar al sector privado de las actividades comerciales que requieren mano de obra de muy bajo costo.
Según Hilal Khashan, del grupo de expertos conservadores estadounidense Middle East Forum, para que el plan 2030 tenga éxito ignorando la relación entre el desarrollo económico y político ya no es una opción viable, los desarrollos necesarios para aumentar el PIB según lo planeado alentarán la ruptura del sistema tribal que tiene lugar. Otro aspecto es la "tolerancia cero a la corrupción" que puede ser muy difícil de lograr con una "sociedad donde los lazos familiares, tribales y regionales son más fuertes que la concepción nebulosa de la identidad estatal".
La organización de eventos deportivos en Arabia Saudita bajo la estrategia se ha descrito como un intento de mejorar el historial de derechos humanos del país.